# Altos Computer Systems ACS-580
Altos Computer Systems ACS-580 (ACS-580) је професионални рачунар фирме Altos Computer Systems који је почео да се производи у САД током 1981. године.
Користио је Z80A микропроцесорску јединицу а RAM меморија рачунара је имала капацитет од 192k (највише 256k). 
Као оперативни систем кориштен је CP/M 2.2, M/MP-80, OASIS.

## Детаљни подаци
Детаљнији подаци о рачунару ACS-580 су дати у табели испод.
|                       | |
| [ 1 ]                 | |
| Произвођач            | |
| Тип                   | професионални рачунар                                                                                  |
| Меморија              | 192k (највише 256k)                                                                                    |
| Поријекло             | Сједињене Америчке Државе                                                                              |
| Година                | 1981                                                                                                   |
| Тастатура             | тастатура са пуним помаком тастера са нумеричким и едит тастерима, 16 функцијских тастера, 108 тастера |
| Процесор              | |
| Фреквенција процесора | 3,5 ?                                                                                                  |
| RAM                   | 192k (највише 256k)                                                                                    |
| ROM                   | 4k |
| Текст                 | 40 x 25, 80 x 25, 132 x 40                                                                             |
| Графика               | 800 x 325                                                                                              |
| Боја                  | |
| Звук                  | мали звучник                                                                                           |
| Димензије             | непознато                                                                                              |
| Портови               | |
| Оперативни систем     | |